# Langwedel (Bassa Sassonia)
Langwedel è un comune mercato di 14 425 abitanti della Bassa Sassonia, in Germania.
Appartiene al circondario (Landkreis) di Verden (targa VER).